# 森田瑞姫
森田 瑞姫（もりた みずき、2009年（平成21年）10月5日 - ）は、日本の女優、ミュージカル子役。姉は新條月渚。
東京都出身。身長156cm。血液型はAB型。

## 略歴
2016年ミュージカル「ズボン船長～Fifi & the Seven Seas～」でミュージカル子役デビューした。2017年にミュージカル座「ニッキー」アダム役を務め、同ミュージカルで2019年に主演ニコル役を演じ、その後も舞台やCM出演を経て2020年、ホリプロミュージカル「ビリーエリオット」デビー役に抜擢された。

## 人物
特技はジャズダンス、タップダンス、殺陣、フラメンコ。資格は英検3級、数検準２級、アロマテラピー検定1級。好きなものはアニメ、ドラマと映画鑑賞。

## 出演

### 舞台・ミュージカル
- 「ズボン船長～Fifi & the Seven Seas～」[2]-フィフィ役（2016年）東京公演：2016年7月15日（金）～7月18日（月）天王洲銀河劇場
- 「ニッキー」[3]-アダム役（2017年8月）IMAホール
- プロジェクトKIZUKI vol.2舞台「アトム〜オワリトハジマリノ物語〜」ミンミン役（2017年12月）築地本願寺ブティストホール
- 「新・雪のプリンセス」[4][5]（2018年2月）ツユクサ役　新国立劇場
- Alii Dance Studio × ざ☆くりもん「修多羅簪（しゅたらかんざし）」[6]みずねん役（2018年4月）シアターグリーン BOX in BOX THEATER
- 「喜劇有頂天団地」[7][8]女の子役（2018年12月）松竹　東京公演：新橋演舞場
- 「ニッキー」[9]主演ニコル役（2019年8月）IMAホール
- 「アイランド」[10]-リトル・ティモーン役（2019年9月）IMAホール
- 「ビリーエリオット」[11][12]デビー役　ホリプロ（2020月9～11月）東京ACTシアター、大阪梅田芸術劇場
- 「ファミリア！」[13]マオ役（2021年8月）IMAホール
- 「ジュニア」[14]　-瀬戸きらら役（2023年4月）池袋シアターグリーンホール
- 「イソップランド」[15]-ニキ役（2024年8月）中目黒キンケロシアター

### テレビドラマ
- 連続ドラマW「0.5の男」五十嵐瑞姫役　2話、最終話（2023年5月）ＷＯＷＯＷ
- 「買われた男」　10話　出演（2024年6月）テレビ大阪
- 「クラスメイトの女子、全員好きでした」- 陸上部員役（2024年）読売テレビ

### テレビ
- 24時間テレビPART.6「つなぐ～時を超えて笑顔を～」（2015年、日本テレビ）

### 映画
- 「わが青春尽きるとも～伊藤千代子の生涯」[16][17]　カナ役　監督：桂荘三郎 （2022年4月）

### CM・広告
- ポールウインナー　ナレーション（2015年）
- ぐでたま「おしりにZOOM IN」篇 マクドナルドハッピーセット　（2018年6月）

### コンサート
- 「夢叶concert2023～song＆dance」IMAホール（2023年1月）
- 「新條月渚　fast　concert」ゲスト出演[18][19]（2024年5月）日暮里サニーホール

### 受賞
- ジュニアアース・ジャパン東京　TOP15選出　（2021年）

## ディスコグラフィ

### CD収録
| レーベル   | 発売日        | タイトル                                                                              | 規格品番 | 歌唱曲                                   |
| ---------- | ------------- | ------------------------------------------------------------------------------------- | -------- | ---------------------------------------- |
| KINGRECORD | 2018年11月7日 | めざせ！ミュージカル☆キッズ～歌ってみたい憧れの名曲＆オーディションに役立つカラオケ集 | KLCG-599 | 「ビビディ・バディ・ブー」シンデレラより |